# Filosofem
| Recensione           | Giudizio |
| -------------------- | -------- |
| AllMusic             | [ 1 ]    |
| Piero Scaruffi       | [ 2 ]    |
| Metallized.it        | 90/100   |
| Truemetal.it         | 96/100   |
| Storiadellamusica.it | [ 5 ]    |
| Sputnikmusic         | [ 6 ]    |

Filosofem è il quarto album di Burzum pubblicato nel 1996. Il titolo significa, in norvegese, "filosofema".
Sin dalla sua pubblicazione è considerato uno dei più grandi lavori dell'artista norvegese e anche di tutto il Black metal e il Dark ambient in generale, tant'è che la webzine Loudwire l'ha inserito al 17º posto nella lista dei 30 migliori album Black Metal secondo Loudwire e al 9° nella lista dei "Migliori album Black Metal secondo Decibel".

## Il disco
Filosofem è l'ultimo album di Burzum registrato prima dell'imprigionamento della mente dietro al progetto, Varg Vikernes. Il disco presenta ancora elementi black metal, mentre i lavori registrati durante il periodo di detenzione saranno puramente ambient. La produzione del disco è particolare, il suono è caotico, con una certa quantità di suoni che si sentono in sottofondo ai riff principali, e le canzoni si distinguono per riff ripetitivi e ipnotici specialmente nella seconda traccia. Il suo successo non ha precedenti per un album black metal, arrivando addirittura nelle classifiche del Regno Unito e ricevendo buone recensioni da testate giornalistiche musicali relativamente commerciali. Fu anche un grande successo in tutta Europa e Norvegia. Una versione accorciata del quinto brano Rundtgåing av Den Transcendentale Egenhetens Støtte apparve nella colonna sonora del film Gummo di Harmony Korine.

### Origine
Varg Vikernes registrò i primi quattro album di Burzum tra il gennaio 1992 e il marzo 1993 agli studi Grieg Hall di Bergen. Tuttavia, le varie pubblicazioni furono posticipate e sparse nel tempo, con molti mesi trascorsi tra l'incisione e l'uscita di ogni album. Durante questo periodo, Vikernes divenne parte della scena black metal norvegese e conobbe il chitarrista dei Mayhem Euronymous. Egli inoltre prese presumibilmente parte al rogo di quattro chiese, insieme ad altri membri della scena. Nell'agosto 1993, Vikernes uccise Euronymous all'esterno dell'appartamento di quest'ultimo a Oslo. Fu arrestato qualche giorno dopo e, nel maggio 1994, condannato a 21 anni di carcere.
La traccia d'apertura di Filosofem, Burzum, è la prima canzone scritta da Vikernes per il progetto Burzum. Il pezzo venne inciso nel settembre 1992 per l'album Hvis lyset tar oss, ma Vikernes non era rimasto soddisfatto del risultato e lo ri-registrò per Filosofem circa sei mesi dopo. Secondo quanto dichiarato dallo stesso Vikernes nel suo sito Internet burzum.org, i master della versione originale di Burzum sono andati perduti mentre era in prigione.
L'album venne volutamente registrato con sonorità lo-fi. Non venne utilizzato nessun amplificatore per la chitarra; invece Vikernes registrò la propria chitarra facendola passare attraverso l'amplificatore del vecchio stereo di suo fratello e utilizzò un distorsore a pedale. Per la particolare resa delle tracce vocali, che appaiono distanti e filtrate nel disco, Varg chiese al tecnico del suono di utilizzare il peggior microfono che avesse in studio, e finì per utilizzare delle cuffie.

### Musica
La musica di Filosofem continua le sperimentazioni di Vikernes nel campo del minimalismo, della ripetizione, e della musica ambient all'interno del black metal. Le tracce sono tutte piuttosto lunghe (il brano di più breve durata è lungo oltre sette minuti), e ruotano tutti intorno a scarsi motivi musicali. Per esempio, Jesu død, una traccia di oltre otto minuti e mezzo, si basa principalmente su variazioni di un singolo riff e accorgimenti quasi inavvertibili (come un arpeggio che si presenta verso la parte finale del brano). L'epica Rundtgåing av den transcendentale egenhetens støtte, il brano ambient più lungo di Burzum fino a quel punto, ripete una semplice melodia per quasi tutta la sua durata di oltre 25 minuti. In aggiunta, le prime tre tracce dell'album sono tutte scritte nella tonalità di Mi minore. Burzum, la traccia d'apertura, presenta una melodia suonata al sintetizzatore che si dipana su un tappeto di urla e chitarre distorte.

### Copertina

Op under Fjeldet toner en Lur, l'opera di Theodor Kittelsen raffigurata sulla copertina dell'album.

La copertina del disco è un'illustrazione dell'artista norvegese Theodor Kittelsen dal titolo Op under Fjeldet toner en Lur ("Sulle colline risuona la chiamata squillante").

## Pubblicazione
Il disco è stato pubblicato nel gennaio 1996 in vari formati: CD digipack per la Misanthropy Rec.; CD Digibook in formato A5 in edizione limitata a 1000 copie per la Misanthrophy; CD in versione tedesca, coi testi del libretto scritti solo in tedesco, sempre per la Misanthropy; Doppio LP gatefold con le tracce da 1 a 4 su vinile nero e la traccia 5 su vinile Blu con allegato libretto in formato A5, limitato a 2000 copie. Doppio LP limitato a 2000 copie ristampato nel 2005 per la Back on Black. Nel 2010 l'album è stato ristampato in formato compact disc dalla Byelobog Productions.

## Tracce
Esistono una versione del disco con i titoli dei brani in norvegese e inglese (che Vikernes considera l'originale) e una versione con i titoli in tedesco più conosciuta, distribuita alla prima stampa. Altrimenti, gli album sono identici.

### Versione norvegese
1. Burzum – 7:05
2. Jesu Død – 8:39
3. Beholding the Daughters of the Firmament  – 7:53
4. Decrepitude I – 7:53
5. Rundtgåing av Den Transcendentale Egenhetens Støtte – 25:11
6. Decrepitude II – 7:53

### Versione tedesca
I titoli tedeschi dei brani costituiscono una traduzione letterale di quelli della versione originale.
1. Dunkelheit – 7:05
2. Jesus' Tod – 8:39
3. Erblicket die Töchter des Firmaments – 7:53
4. Gebrechlichkeit I – 7:53
5. Rundgang um die transzendentale Säule der Singularität – 25:11
6. Gebrechlichkeit II – 7:53

## Formazione
- Varg Vikernes - voce, sintetizzatore, chitarre, basso, batteria